# Daniel Horain
Daniel Horain, né le 3 mars 1945 à Beuvrages (Hauts-de-France), est un dirigeant sportif de cyclisme français, président de l'Entente cycliste Raismes Petite-Forêt (ECRPF) de 1988 à 2016. 

## Biographie

### Origines
Daniel Horain est né le 3 mars 1945 à Beuvrages. Superviseur à Vallourec jusqu'en 2003, il rejoint l'Entente cycliste Raismes Petite-Forêt (ECRPF) en 1982 dans l'équipe de Michel Carrin, président de l’équipe cycliste. En 1988, à la démission de ce dernier, Horain est élu président de l’ECRPF, poste qu'il occupera jusqu'en 2016.

### Président de l’ECRPF
Sous sa direction, l'ECRPF passe en Division nationale 2. Il recrute plusieurs coureurs cyclistes renommés dans le milieu amateur dont : Fabrice Debrabant, Florian Deriaux, Alexis Caresmel, Sébastien Harbonnier, Anthony Colin ou encore Kévin Lalouette. 
Il obtient également des subventions auprès de différentes communes, en s’associant notamment avec le député-maire de Saint-Amand-les-Eaux, Alain Bocquet. 
Fin novembre 2015, il est réélu à la présidence de l’équipe cycliste pour un mandat de quatre ans lors d'une assemblée générale.
En 2016, il obtient un nouveau sponsor pour le club de la part de Natura4Ever, groupe pharmaceutique luxembourgeois. Celui-ci, qui avait promis 30 000 €, réclame « un changement radical du comité directeur avec une nouvelle direction ». Finalement, le 14 juin 2016, Daniel Horain quitte les commandes de l’ECRPF, poste qu’il occupait depuis 32 ans. Jean-Marc Wanquetin, trésorier présent dans l’équipe depuis sa fondation, est nommé à son poste.

### Engagements
Durant plusieurs décennies, Horain a confirmé être un adhérant du Parti communiste, jusqu’au début des années 2000.
En 2020, il a apporté son soutien à la liste électorale portée par Gérard Quinet (candidat divers droite) lors des élections municipales à Petite-Forêt.